# Puntius bunau
Puntius bunau är en fiskart som beskrevs av Ike Rachmatika 2005. Puntius bunau ingår i släktet Puntius och familjen karpfiskar. Inga underarter finns listade i Catalogue of Life.